# Pont-de-l'Arche
Pont-de-l'Arche är en kommun i departementet Eure i regionen Normandie i norra Frankrike. Kommunen ligger i kantonen Pont-de-l'Arche som tillhör arrondissementet Les Andelys. År 2022 hade Pont-de-l'Arche 4 130 invånare.

## Befolkningsutveckling
Antalet invånare i kommunen Pont-de-l'Arche
Referens:INSEE